# Cambada-de-chaves
A cambada-de-chaves (Tangara brasiliensis) é uma espécie de ave da da família Thraupidae (Taxonomia de Sibley-Ahlquist), entretanto, alguns taxonomistas o incluem na família Thraupidae (Taxonomia Tradicional).
Anteriormente considerada como uma subespécie de T. mexicana, é atualmente reconhecida como espécie distinta.